# Chodognamuugiin Batbadral
Chodognamuugiin Batbadral – mongolski zapaśnik w stylu wolnym. Mistrz Azji w 1989 roku.